# Newmaniana queenslandensis
Newmaniana queenslandensis är en insektsart som beskrevs av Evans 1966. Newmaniana queenslandensis ingår i släktet Newmaniana och familjen dvärgstritar. Inga underarter finns listade i Catalogue of Life.